# بلدة ليك تشارتر (ميشيغان)
ليك تشارتر (بالإنجليزية: Lake Charter Township, Michigan)‏ هي بلدة تقع بولاية ميشيغان في الولايات المتحدة. تبلغ مساحتها 48.3 (كم²)، وترتفع عن سطح البحر 216 م، بلغ عدد سكانها 2972 نسمة في عام تعداد الولايات المتحدة 2010 حسب إحصاء مكتب تعداد الولايات المتحدة وتصل الكثافة السكانية فيها 61.6 نسمة/كم2.

## وصلات خارجية
- www.lake-township.org
- The US50 - Cities and Towns in Michigan State
- Michigan Cities and Towns, Facts, Map, Flag, Colleges, Government, and More